# Cypria fontana
Cypria fontana är en kräftdjursart som beskrevs av Cole 1965. Cypria fontana ingår i släktet Cypria och familjen Cyprididae. Inga underarter finns listade i Catalogue of Life.